# Sondrio Calcio
Sondrio Calcio là một câu lạc bộ bóng đá Ý có trụ sở tại Sondrio, Lombardia.

## Lịch sử

### Thành lập
Câu lạc bộ được thành lập vào năm 1932 với tên Sondrio Sportiva, năm 1985 được đổi tên thành Hard Sondrio Calcio và năm 1993 Sondrio Calcio.

### Serie D
Đội bóng đã chơi ở Campionato Interregionale vào mùa 1958-59, ở Serie D từ 1959 đến 1966, ở Campionato Interregionale từ 1981 đến 1986 và vào ngày 12 tháng 9 năm 2014 đã tham gia vào Serie D vì quyết định của Alta Corte di Giustizia của CONI.

## Màu sắc và huy hiệu
Màu của đội là màu xanh nhạt.